# Srbská mužská basketbalová reprezentace
Srbská mužská basketbalová reprezentace reprezentuje Srbsko v mezinárodních soutěžích v basketbalu.

## Mistrovství světa
| Rok/pořádající země                   | Účast              |
| ------------------------------------- | ------------------ |
| MS 2010 Turecko                       | 4. místo           |
| MS 2014 Španělsko                     | Stříbrná medaile   |
| MS 2019 Čína                          | 5. místo           |
| MS 2023 Filipíny, Japonsko, Indonésie | Stříbrná medaile   |
| Celkem                                | – 0× · – 2× · – 0× |

## Mistrovství Evropy
| Rok/pořádající země                            | Účast                           |
| ---------------------------------------------- | ------------------------------- |
| ME 2007 Španělsko                              | 13. místo                       |
| ME 2009 Polsko                                 | Stříbrná medaile                |
| ME 2011 Litva                                  | 8. místo                        |
| ME 2013 Slovinsko                              | 7. místo                        |
| ME 2015 Chorvatsko, Francie, Lotyšsko, Německo | 4. místo                        |
| ME 2017 Finsko, Izrael, Rumunsko, Turecko      | Stříbrná medaile                |
| ME 2022 Česko, Gruzie, Německo, Itálie         | 9. místo                        |
| Celkem                                         | Účast – 6× · – 0× · – 2× · – 0× |

## Olympijské hry
| Rok/pořádající země | Účast                           |
| ------------------- | ------------------------------- |
| Atény 2004          | Srbsko a Černá Hora             |
| Peking 2008         | Ne                              |
| Londýn 2012         | Ne                              |
| Rio de Janeiro 2016 | Stříbrná medaile                |
| Tokio 2020          | Ne                              |
| Tokio 2024          | Bronzová medaile                |
| Celkem              | Účast – 2× · – 0× · – 1× · – 1× |